# آکییوشی یوشیدا
آکییوشی یوشیدا (انگلیسی: Akiyoshi Yoshida؛ زادهٔ ۸ سپتامبر ۱۹۶۶) بازیکن فوتبال اهل ژاپن است.
از باشگاه‌هایی که در آن بازی کرده‌است می‌توان به باشگاه فوتبال ناگویا گرامپوس اشاره کرد.